# Cumhuriyetçi Türk Partisi

Altes Logo

Cumhuriyetçi Türk Partisi (Abkürzung CTP, zu Deutsch Republikanisch-Türkische Partei) ist eine sozialdemokratische Partei in der Türkischen Republik Nordzypern. 
Die CTP  wurde am 27. Dezember 1970 unter der Führung von Ahmet Mithat Berberoğlu gegründet und ist die älteste türkisch-zypriotische Partei. Sie ist assoziiertes Mitglied der Sozialistischen Internationale.
Bei den Wahlen 2005 bekam die CTP 44,51 Prozent der Stimmen und konnte so 25 der 50 Sitze in der Versammlung der Republik für sich beanspruchen.
Bei den vorgezogenen Wahlen 2013 bekam die CTP 38,38 Prozent der Stimmen und konnte so 21 der 50 Sitze in der Versammlung der Republik für sich beanspruchen. Sie bildete eine Koalitionsregierung mit der Demokrat Parti. Im Juli 2015 trat das Kabinett unter Ministerpräsident Özkan Yorgancıoğlu zurück und die Koalition fiel.
Bei den Wahlen 2018 verlor die Partei 9 ihrer Sitze und stellt nur noch 12 der 50 Abgeordneten. Sie stellte bis Mai 2019 den Premierminister, bis der Koalitionspartner Halkın Partisi aufgrund interner Streitigkeiten die Koalition aufkündigte und eine neue Regierung mit der Ulusal Birlik Partisi bildete.